# Antônio Carlos Vendramini
Antônio Carlos Vendramini (Fernandópolis, 17 agosto 1950 – Campinas, 31 luglio 2025) è stato un allenatore di pallacanestro brasiliano.

## Carriera
Guidò il Brasile ai Campionati americani del 1989.